# بهمن رافعی بروجنی

بهمن رافعی بروجنی (۱۳۱۵–۲۲ آذر ۱۴۰۰) شاعر ایرانی بود. او مدتی با تخلص «جاوید» شعر می‌سرود.

## آثار
- گلزار جاوید (نشر فرهنگ نو، ۱۳۳۵)
- انتظار (نشر مشعل، ۱۳۴۳)
- اگر این ماهیان، رنگی نبودند (نشر گفتمان خلاق، ۱۳۷۸)
- بی‌عشق، ما سنگ ما هیچ (شعر)
- سال‌های ابری (شعر به لهجه بروجنی)
- گلجون و لیشمانیا (شعر کودک)
- روشنی در قفس ماندنی نیست (شعر)